# Beauregard Parish
Das Beauregard Parish (französisch Paroisse de Beauregard) ist ein Parish im US-amerikanischen Bundesstaat Louisiana. Im Jahr 2020 hatte das Parish 36.549 Einwohner und eine Bevölkerungsdichte von 12,2 Einwohnern pro Quadratkilometer. Der Verwaltungssitz (Parish Seat) ist DeRidder, benannt nach Ella De Ridder, einer Schwägerin des Eisenbahnmagnaten Jan De Goeijen.

## Geografie
Das Parish liegt im Westen Louisianas und wird im Westen vom Sabine River begrenzt, der die Grenze zu Texas bildet. Es hat eine Fläche von 3020 Quadratkilometern, wovon 15 Quadratkilometer Wasserfläche des Toledo Bend Reservoirs sind. An das Beauregard Parish grenzen folgende Nachbarparishes und -countys:
|                       | Vernon Parish    |                        |
| Newton County (Texas) |                  | Allen Parish           |
|                       | Calcasieu Parish | Jefferson Davis Parish |

## Geschichte

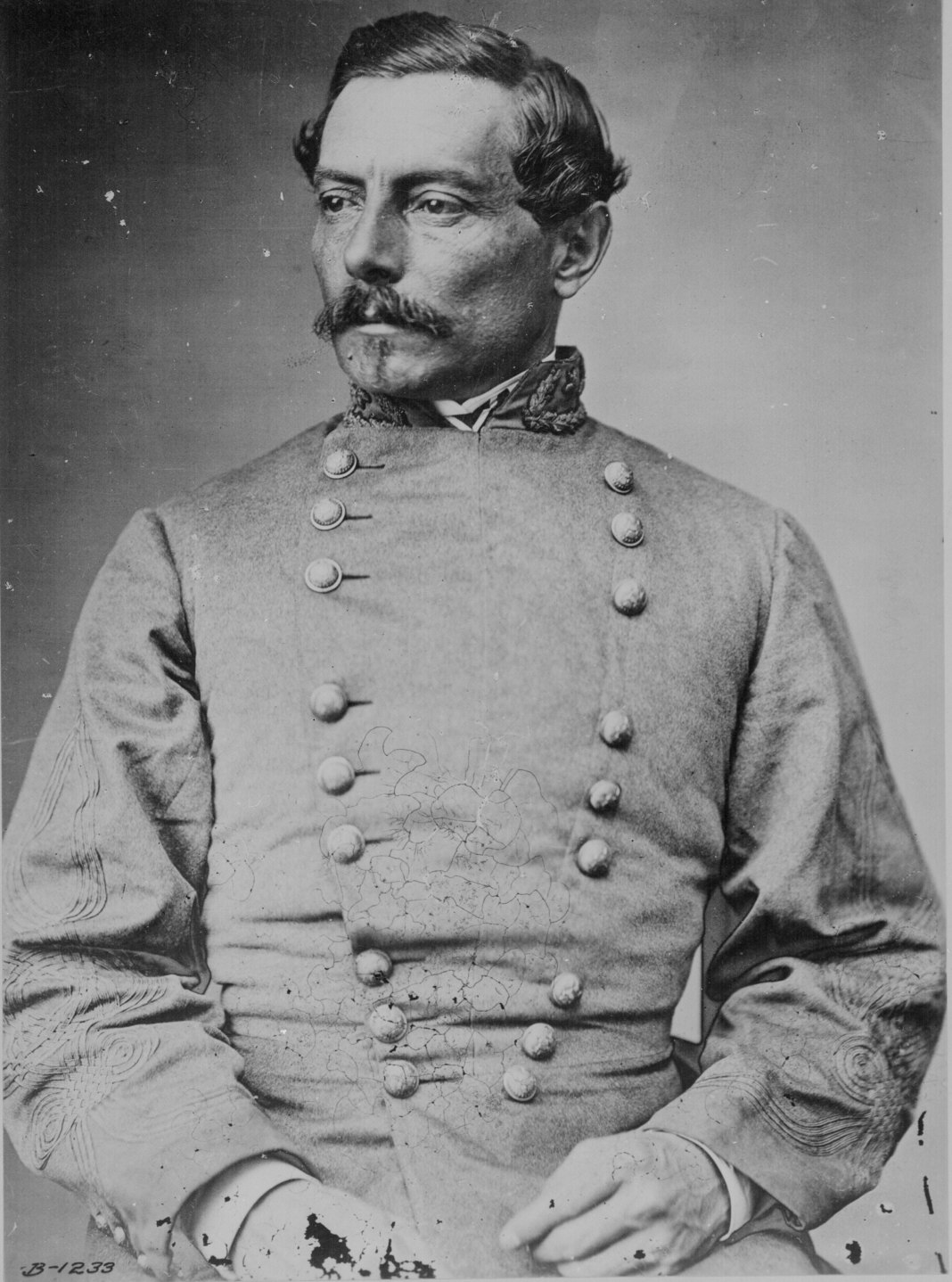
Pierre Gustave Toutant Beauregard

Das Beauregard Parish wurde am 12. Juni 1912 aus Teilen des Calcasieu Parish gebildet. Benannt wurde es später nach Pierre G. T. Beauregard, einem General der Konföderierten im Amerikanischen Bürgerkrieg.
Das Gebiet des heutigen Beauregard Parish war von 1806 bis 1821 ein Teil des „Neutral Ground“ zwischen den USA und Spanien. Durch den von den USA 1821 ratifizierten Adams-Onís-Vertrag wurde die Grenze zwischen dem damals spanischen Texas und dem US-Bundesstaat Louisiana endgültig festgelegt.

## Bevölkerung

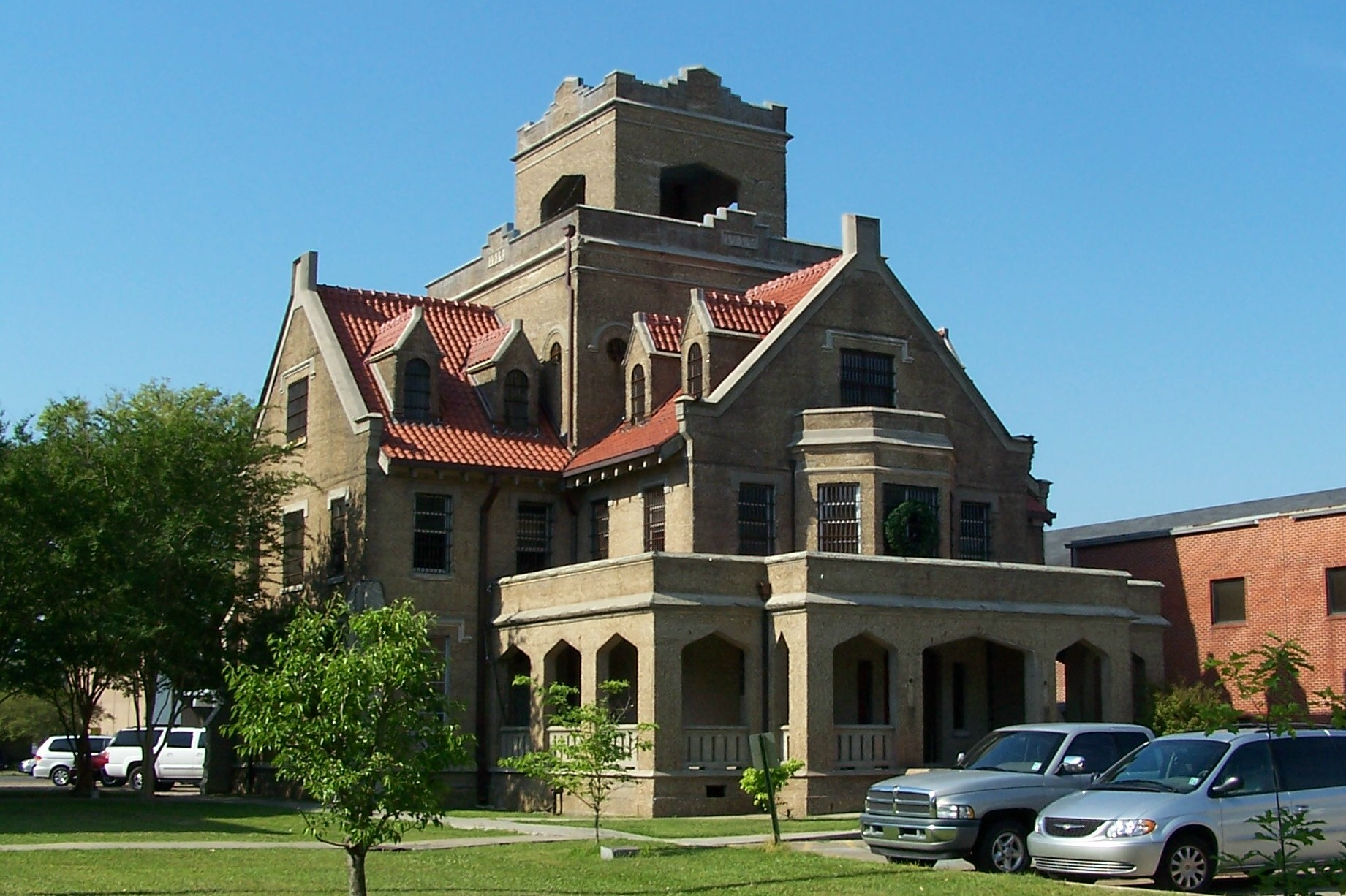
Ehemaliges Bezirksgefängnis, gelistet im NRHP

Nach der Volkszählung im Jahr 2010 lebten im Beauregard Parish 35.654 Menschen in 12.853 Haushalten. Die Bevölkerungsdichte betrug 11,9 Einwohner pro Quadratkilometer. In den 12.853 Haushalten lebten statistisch je 2,63 Personen.
Ethnisch betrachtet setzte sich die Bevölkerung zusammen aus 82,2 Prozent Weißen, 13,5 Prozent Afroamerikanern, 1,1 Prozent amerikanischen Ureinwohnern, 0,7 Prozent Asiaten, 0,1 Prozent Polynesiern sowie aus anderen ethnischen Gruppen; 2,5 Prozent stammten von zwei oder mehr Ethnien ab. Unabhängig von der ethnischen Zugehörigkeit waren 3,2 Prozent der Bevölkerung spanischer oder lateinamerikanischer Abstammung.
25,7 Prozent der Bevölkerung waren unter 18 Jahre alt, 60,7 Prozent waren zwischen 18 und 64 und 13,6 Prozent waren 65 Jahre oder älter. 49,0 Prozent der Bevölkerung war weiblich.
Das jährliche Durchschnittseinkommen eines Haushalts lag bei 45.113 USD. Das Pro-Kopf-Einkommen betrug 21.808 USD. 14,3 Prozent der Einwohner lebten unterhalb der Armutsgrenze.

## Ortschaften im Beauregard Parish
| City - DeRidder1 | Town - Merryville |

Census-designated places (CDP)
- Longville
- Oretta
- Sugartown
- Singer

Andere Unincorporated Communities
| - Bancroft - Bivens - Bon Ami - Carson - Dry Creek1 - Fields | - Fulton - Gaytine - Gordon - Helme - Hite - Ikes | - Juanita - Junction - Kernan - Ludington - Neale - Ragley | - Seale - Shear - Tulla - Turps |

1 – teilweise im Vernon Parish

## Gliederung

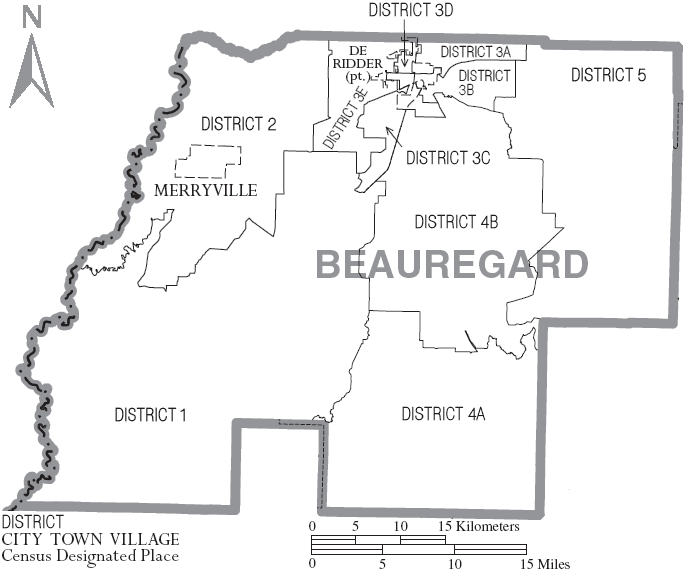
Gliederung des Beauregard Parish

Das Beauregard Parish ist in zehn Distrikte eingeteilt:
| Distrikt | Einwohner (2010) | FIPS     |
| -------- | ---------------- | -------- |
| 1        | 3724             | 22-94015 |
| 2        | 2973             | 22-94213 |
| 3A       | 2531             | 22-94552 |
| 3B       | 2900             | 22-94555 |
| 3C       | 2863             | 22-94558 |
| 3D       | 3165             | 22-94561 |
| 3E       | 3572             | 22-94564 |
| 4A       | 5195             | 22-94732 |
| 4B       | 4418             | 22-94744 |
| 5        | 4313             | 22-94774 |